# لينغفيل
لينغفيل (بالألمانية: Lengwil) هي إحدى بلديات مقاطعة كروزلينغن في كانتون تورغاو في سويسرا. تبلغ مساحتها 8.89 كيلومتر مربع، ويقدر عدد سكانها بـ 1659 نسمة (حسب تعداد ديسمبر 2015).